# Corfbol a Catalunya

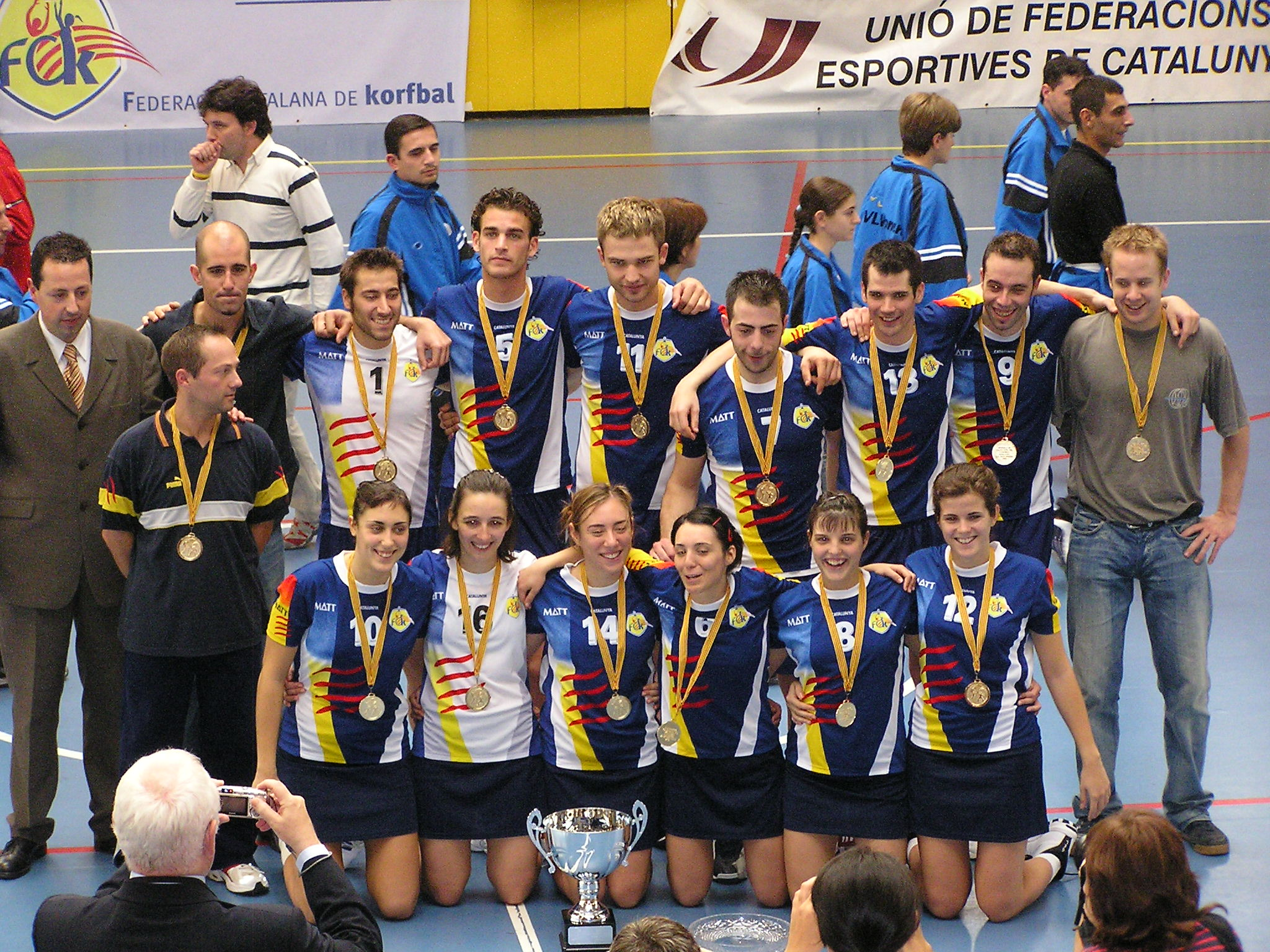
Selecció catalana de corfbol

El corfbol, o korfbal, és un dels pocs esports d'equip mixtes del món, i va a arribar a Catalunya l'any 1980.

## Història
L'any 1980 es crea la Secció catalana de balonkorf i  neixen els dos primers equips en dos col·legis de Terrassa: el Liceo Egara i el Pere Viver. L'any 1985 es va començar a disputar la Lliga Catalana de corfbol de primera divisió, que va guanyar el ja desaparegut Club Korfbal Egara'85.
L'any 1982 apareix l'Associació Catalana per a la Promoció i Pràctica del Korfbal (ACPPK), la primera associació d'aquest esport a Catalunya. L'any 1990 el korfbal és reconegut per la Secretaria General de l'Esport de la Generalitat de Catalunya i l'any 1997, la selecció catalana de corfbol comença a competir internacionalment en ser reconeguda de forma provisional per la Federació Internacional de Corfbol (IKF) a l'assemblea de Lahti (Finlàndia). El 1999 l'ACPPK es transforma en Unió Catalana de Korfbal. Aquesta nova associació obté l'estatus de membre provisional de la Federació Internacional de Corfbol (IKF) l'any 1997, a l'assemblea que es va celebrar a Lahti (Finlàndia). El 9 de juliol de 2004 la UCK es converteix en l'actual Federació Catalana de Korfbal a la Casa Alegre de Sagrera de Terrassa, amb 24 entitats fundadores. El reconeixement internacional definitiu s'aconsegueix a l'assemblea que la Federació Internacional de Korfbal (IKF) va celebrar a Terrassa el 29 d'octubre de 2005. La Federació Catalana de Korfbal ha estat la primera Federació Catalana d'un esport reconegut pel Comitè Olímpic Internacional en obtenir el reconeixement internacional.
L'octubre de 2012, Barcelona acollí el Mundial sots 23 de korfbal, el primer organitzat a Catalunya. A més, l'any 2012 esdevingué fundadora de l'IKF Europa. Els majors èxits de la selecció catalana han estat la victòria a l'European Bowl el 2005, la cinquena posició aconseguida al Campionat d'Europa de 2010, la quarta posició obtinguda al Campionat del Món de 2011 i la medalla de bronze en el Campionat d'Europa de 2016.
A Catalunya es disputen la Lliga Catalana de corfbol (des de la temporada 1985-86) i la Copa Catalunya (de de 1988-89). Actualment en actiu hi ha dues divisions de categoria sènior (Primera i Segona divisió) i una de categoria júnior, tot i que s'hi ha arribat a disputar la tercera divisió, així com campionats cadet, infantil i aleví. Els clubs catalans amb més triomfs en aquestes competicions són el Club Korfbal Egara'85, Club Korfbal Vallparadís, Club Korfbal Vacarisses, Sant Llorenç Korfbal Club, Club Korfbal L'Autònoma, Korfbal Club Barcelona, Club Esportiu Vilanova i la Geltrú, Club Korfbal Castellbisbal i Platja d'Aro Korfbal Club.

## La selecció catalana
El primer partit de la selecció catalana de korfbal es va celebrar a Terrassa el 10 de novembre de 1984, davant els Països Baixos. Aquell partit va estar presidit per l'aleshores president de la Generalitat, Jordi Pujol.
La selecció catalana va començar a participar en campionats oficials l'any 1997, però fins a l'any 2005 no hi va participar com a membre de ple dret. La selecció catalana de korfbal ha estat la primera selecció catalana d'un esport reconegut pel Comitè Olímpic Internacional (COI) en obtenir el reconeixement internacional.
Aquests són els campionats més importants en què la selecció catalana absoluta ha participat:
| Any  | Campionat             | Lloc            | Classificació |
| ---- | --------------------- | --------------- | ------------- |
| 1999 | 6è Campionat del Món  | Austràlia       | 8a posició    |
| 2002 | 2n Campionat d'Europa | Catalunya       | 7a posició    |
| 2003 | 7è Campionat del Món  | Països Baixos   | 9a posició    |
| 2005 | 1a European Bowl      | Catalunya       | Campiona      |
| 2006 | 3r Campionat d'Europa | Hongria         | 6a posició    |
| 2007 | 8è Campionat del Món  | República Txeca | 9a posició    |
| 2010 | 4t Campionat d'Europa | Països Baixos   | 5a posició    |
| 2011 | 9è Campionat del món  | Xina            | 4a posició    |
| 2015 | 10è Campionat del món | Bèlgica         | 5a posició    |
| 2016 | 6è Campionat d'Europa | Països Baixos   | 3a posició    |
| 2018 | 7è Campionat d'Europa | Països Baixos   | 7a posició    |
| 2019 | 11è Campionat del món | Sud-àfrica      | 10a posició   |
| 2021 | 8è Campionat del món  | Bèlgica         | 8a posició    |
| 2024 | 9è Campionat d'Europa | Catalunya       | 4a posició    |

## Altres seleccions catalanes de korfbal
La Federació Catalana de Korfbal també impulsa la participació d'altres categories de selecció, com les categories sub-21 i sub-19, així com les seleccions de base.

### Selecció catalana sub-21
La selecció catalana sub-21 de korfbal ha competit en diverses edicions del Campionat d'Europa sub-21. Un dels seus èxits més destacats és la medalla de bronze aconseguida l'any 2023 al Campionat d'Europa sub-21, celebrat a Terrassa.

Bronze Catalunya Corfbol Sub21 2025

### Selecció catalana sub-19
També existeix la selecció catalana sub-19, que participa habitualment en el World Korfball Championship U19 i altres tornejos europeus de formació. Ha estat una plataforma de desenvolupament de jugadors i jugadores que posteriorment han format part de la selecció absoluta.

## Competicions catalanes

### Lliga catalana
La Lliga Catalana de corbol és la competició oficial de la Federació Catalana de Korfbal on s'enfronten els equips catalans. La màxima categoria és la Lliga Nacional de Korfbal, i es va començar a disputar l'any 1985. El primer campió de lliga va ser el Club Korfbal Egara'85, de Terrassa. L'equip egarenc ha guanyat aquesta competició 9 vegades, i és l'equip que més vegades ho ha aconseguit a la història.

### Copa catalana
La Copa Catalunya de korfbal és un torneig per eliminatòries on participen els clubs catalans d'aquest esport. Es va iniciar l'any 1988, i s'ha disputat ininterrompudament des d'aquella data. El rei de copes és el CK Egara'85, amb 6 copes, i l'actual campió és el CK Vallparadís (2014). A partir de l'edició del 2011 hi participen només els equips de la Lliga Nacional, i els equips de Segona i Tercera divisió ho fan en l'anomenada "Copa Catalana B".

### Supercopa catalana
La Supercopa catalana és una competició instaurada l'any 2013 que enfronta al començament d'una temporada els equips campions de Lliga i Copa de la temporada precedent.

## Clubs catalans

### Els clubs catalans en actiu
A la temporada 2019-20, els clubs catalans en actiu participen amb els següents equips en les competicions oficials organitzades per la Federació Catalana de Korfbal: Després de la temporada 2015-2016 va desaparèixer la tercera divisió.
| Nom                     | Població          | Fundació | Amb equips a | Amb equips a | Amb equips a | Amb equips a |
| Nom                     | Població          | Fundació | 1a           | 2a           | Jr.          |              |
| ----------------------- | ----------------- | -------- | ------------ | ------------ | ------------ | ------------ |
| AEE INS Montserrat Miró | Montcada i Reixac |          |              | x            | x            |              |
| CK Badalona La Rotllana | Badalona          | 1997     | x            | x            | x            |              |
| CK Castellbisbal        | Castellbisbal     | 2006     | x            | x            | x            |              |
| CK Montcada             | Montcada i Reixac | 2010     | x            |              |              |              |
| CK Vallparadís          | Terrassa          | 2005     | x            | x            | x            |              |
| KC Barcelona            | Barcelona         | 2006     | x            | x            | x            |              |
| Platja d'Aro KC         | Platja d'Aro      |          | x            | x            | x            |              |
| Sant Llorenç KC         | Terrassa          | 1992     | x            | x            |              |              |
| CK Vacarisses           | Vacarisses        |          | x            | x            |              |              |

### Els clubs catalans a Europa
Des de l'any 1967, els campions de les diferents lligues europees es disputen la Copa d'Europa de corfbol. El primer equip català en participar-hi va ser l'Egara'85 l'any 1989, finalitzant en vuitena posició. La millor posició aconseguida per un equip català ha estat la quarta posició del Sant Llorenç KC l'any 1997, any en què Catalunya va ser per primera vegada seu d'aquesta competició.
L'Europa Shield és la segona competició europea de clubs. Va ser instaurada l'any 2001 i els clubs catalans hi participen des de la segona edició. El CK Vallparadis l'ha guanyat en tres ocasions: els anys 2009, 2011 i 2013. El CE Vilanova i la Geltrú la va guanyar l'any 2014 i el KC Barcelona el 2016.
| Club                    | Europa Cup     | Europa Cup     | Europa Shield  | Europa Shield  |
| ----------------------- | -------------- | -------------- | -------------- | -------------- |
| Club                    | Participacions | Millor posició | Participacions | Millor posició |
| CE Vilanova i la Geltrú | 1              | 8è             | 5              | 1r             |
| CK Badalona             | -              | -              | 1              | 8è             |
| CK L'Autònoma           | 5              | 6è             | -              | -              |
| CK Maurina              | -              | -              | 1              | 6è             |
| CK Vacarisses           | 6              | 8è             | -              | -              |
| CK Vallparadís          | 1              | 5è             | 3              | 1r             |
| Egara'85                | 4              | 8è             | -              | -              |
| Sant Llorenç KC         | 5              | 4t             | 1              | 5è             |
| KC Barcelona            | 1              | 7è             | 2              | 1r             |
| CK Castellbisbal        | -              | -              | 1              | 6è             |

## Corfbol platja
A Catalunya s'han organitzat tradicionalment durant l'estiu diferents competicions de korfbal platja, destacant les de Vilanova i la Geltrú i Platja d'Aro. Des de l'estiu del 2013, la Federació Catalana de Korfbal unifica els diferents tornejos a la sorra que es realitzen al territori català en l'anomenat Circuit Català de Korfbal Platja. Aquesta lliga va constar en la seva primera edició de cinc tornejos: Barcelona, Platja d'Aro, Sant Adrià de Besòs, Vilanova i la Geltrú i Badalona; i d'una fase final a Castelldefels. L'any 2014 es preveuen instal·lar fins a vuit camps de corfbol platja al litoral català.

## Jugadors destacats
Catalunya ha produït diversos jugadors destacats de korfbal que han representat la regió en diferents nivells internacionals. Molts d'aquests esportistes han estat claus a la Selecció catalana de korfbal, participant en Campionats del Món i d'Europa.

### Jugadors sèniors
- Berta Alomà i Sesé - Primera dona catalana en fitxar per un club holandès, medallista a l'Europeu de 2016 i guardonada a la Festa de l'Esport Català de 2024 en reconeixement de la seva trajectòria, dedicació i èxits al món del korfbal.[34]
- Javier Navarro Sánchez – Jugador internacional experimentat, ha estat una peça clau a la selecció catalana de korfbal, conegut pel seu lideratge i experiència.[35]
- Pau Segura – Jugador polivalent que ha representat la selecció catalana de korfbal en diversos tornejos internacionals, contribuint al èxit de l'equip.[36]
- Aitana Segura – Jugadora destacada, ha format part de la selecció catalana de korfbal, demostrant gran habilitat i dedicació.[36]
- David Puertas – Estrella emergent del korfbal català, ha destacat en competicions internacionals, guanyant reconeixement pel seu talent.[37]

- Alba Rosa Lorente – Coneguda per la seva agilitat i joc estratègic, ha estat un actiu important per a la selecció catalana de korfbal.[37]

### Jugadors juvenils
- Júlia Roura – Talent jove prometedor, ha representat la selecció catalana de korfbal al Campionat d'Europa sub-19, demostrant el seu potencial a l'escenari internacional.[38]
- Martí Margaix – Jugador emergent a la categoria sub-19, ha demostrat gran prometença en les seves actuacions amb la selecció catalana.[38]
- Berta Ribas – Jugadora dinàmica que ha format part de l'equip sub-19, contribuint a la presència competitiva de Catalunya en tornejos juvenils internacionals.[38]
- Claudia Martínez – Integrant de l'equip sub-19, ha demostrat habilitat i esforç, representant Catalunya en competicions europees.[38]